# 所罗门罗斯柴尔德公馆

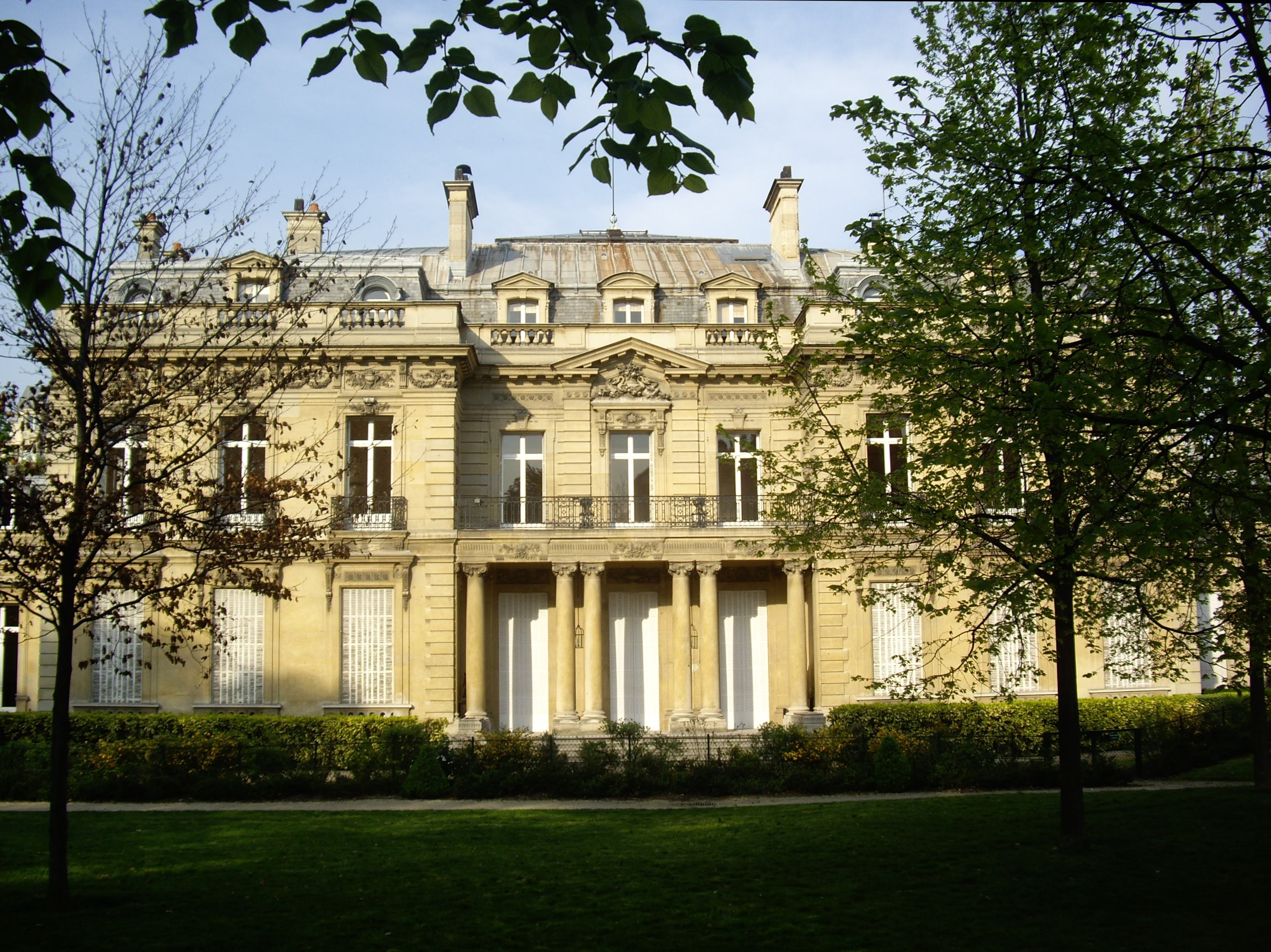
所罗门罗斯柴尔德公馆

所罗门罗斯柴尔德公馆位于巴黎第八区，原为阿黛勒·冯·罗斯柴尔德（1843-1922）的住宅。她是所罗门·詹姆斯·罗斯柴尔德的遗孀，属于罗斯柴尔德家族。
公馆建于1872年-1878年间，它位于巴黎的心脏地带，邻近圣奥诺雷市郊路。阿黛勒·冯·罗斯柴尔德于1922年去世，她将财产捐给法国政府，而不是她唯一的孩子埃莱娜·罗斯柴尔德，因嫁给天主教徒而被剥夺继承权。
1932年5月6日，法国总统保罗·杜美参加在此举办的书展时，遭遇精神状态不稳定的俄国流亡者保罗·戈尔古洛夫开枪刺杀，第二天早上死亡。